# 安針塚站

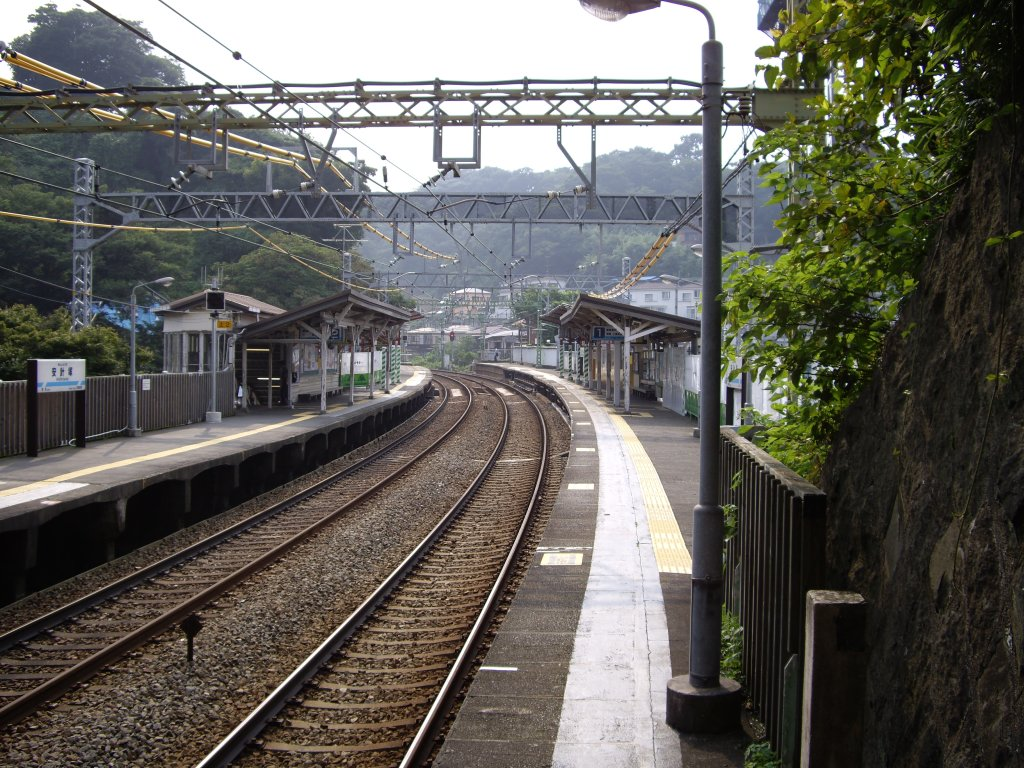
月台(2020年8月)

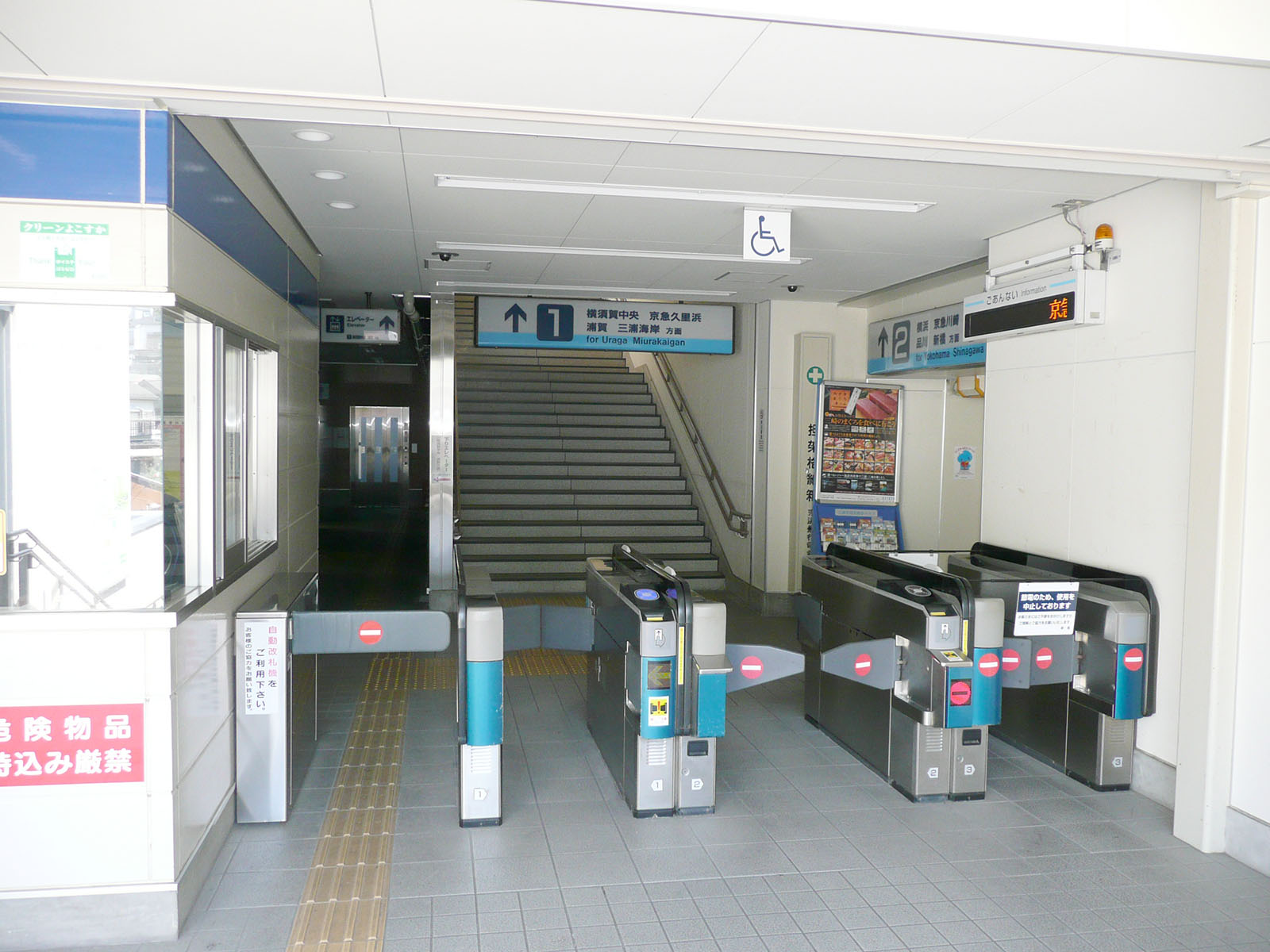
剪票口（2011年8月）

安針塚站（日语：／ Anjinzuka eki */?）位於日本神奈川縣橫須賀市長浦町二丁目，是屬於京濱急行電鐵本線的鐵路車站。車站編號是KK56。

## 年表
- 1934年（昭和9年）10月1日 - 車站啟用，當時車站稱為軍需部前站[1]。
- 1940年（昭和15年）10月1日 - 以三浦按針供養塔更名為安針塚站[1]。
- 1941年（昭和16年）11月1日 - 湘南電氣鐵道與京濱電氣鐵道合併，本站成為京濱電氣鐵道車站[1]。
- 1942年（昭和17年）5月1日 - 京濱電氣鐵道與東京橫濱電鐵合併。本站成為東京急行電鐵（大東急）車站[1]。
- 1948年（昭和23年）6月1日 - 京濱急行電鐵成立，本站成為京濱急行電鐵車站[1]。

## 結構
本站為高架車站。月台位於築堤上，為側式月台2面2線。剪票口位於月台下。
2007年起開始進行大規模改良工程。付費區內新設廁所與電梯。
月台因位於彎道上，電車與月台間隙較大。
本站的簡易自動廣播分別由1號線的關根正明、2號線的大原沙耶香配音。

### 月台配置
| 月台 | 路線 | 方向 | 目的地                                     |
| ---- | ---- | ---- | ------------------------------------------ |
| 1    | 本線 | 下行 | 橫須賀中央、京急久里濱、浦賀、三浦海岸方向 |
| 2    | 本線 | 上行 | 橫濱、羽田機場、品川、新橋方向             |

## 使用情況
2016年度1日平均上下車人次為4,896人，京急線全部72個車站當中排行第71位。京急本線車站僅次於神奈川站排行第2少（至2011年度為止是京急本線內最少的車站）。
近年1日平均上下車人次與上車人次的推移如下表。
| 年度               | 1日平均 上下車人次 | 1日平均 上車人次 | 來源     |
| ------------------ | ------------------ | ---------------- | -------- |
| 1995年（平成07年） |                    | 2,210            | [ * 1 ]  |
| 1998年（平成10年） |                    | 2,157            | [ * 2 ]  |
| 1999年（平成11年） |                    | 2,275            | [ * 3 ]  |
| 2000年（平成12年） |                    | 2,316            | [ * 3 ]  |
| 2001年（平成13年） |                    | 2,344            | [ * 4 ]  |
| 2002年（平成14年） | 4,766              | 2,414            | [ * 5 ]  |
| 2003年（平成15年） | 5,079              | 2,562            | [ * 6 ]  |
| 2004年（平成16年） | 5,192              | 2,620            | [ * 7 ]  |
| 2005年（平成17年） | 5,094              | 2,573            | [ * 8 ]  |
| 2006年（平成18年） | 5,103              | 2,581            | [ * 9 ]  |
| 2007年（平成19年） | 5,039              | 2,544            | [ * 10 ] |
| 2008年（平成20年） | 5,163              | 2,553            | [ * 11 ] |
| 2009年（平成21年） | 5,037              | 2,491            | [ * 12 ] |
| 2010年（平成22年） | 4,981              | 2,464            | [ * 13 ] |
| 2011年（平成23年） | 5,005              | 2,473            | [ * 14 ] |
| 2012年（平成24年） | 4,952              | 2,444            | [ * 15 ] |
| 2013年（平成25年） | 4,892              | 2,411            | [ * 16 ] |
| 2014年（平成26年） | 4,856              | 2,392            | [ * 17 ] |
| 2015年（平成27年） | 4,874              | 2,400            | [ * 18 ] |
| 2016年（平成28年） | 4,896              |                  |          |

## 周邊
前後皆是山丘。周邊缺乏平地，住宅都建於山坡上。使用者以周邊居民為主。
- 橫須賀市立長浦小學校（日语：横須賀市立長浦小学校）
- 京急store（日语：京急ストア）安針塚店
- 塚山公園（日语：塚山公園 (横須賀市)） - 三浦按針夫妻墓（按針塚）[1]

本站站名『安針塚』的起源。
- 橫須賀長浦郵便局
- 國道16號
- 橫濱DeNA海灣之星綜合練習場（日语：横浜DeNAベイスターズ総合練習場）

### 巴士路線
車站附近道路狹窄，巴士難以進入。最近的巴士站是步行8分鐘左右的田之浦。

## 相鄰車站
京濱急行電鐵
 本線
□早晨翼號、□京急翼號、■快特、■特急（金澤文庫站以北為快特）、■特急
通過
■普通
京急田浦（KK55）－安針塚（KK56）－逸見（KK57）

## 外部連結
- 安針塚站（各站資訊） - 京濱急行電鐵（日語）